# Chrysosoma schmidti
Chrysosoma schmidti är en tvåvingeart som beskrevs av Octave Parent 1954. Chrysosoma schmidti ingår i släktet Chrysosoma och familjen styltflugor.
Artens utbredningsområde är Costa Rica. Inga underarter finns listade i Catalogue of Life.